# Episodi di Taxi Brooklyn
La prima e unica stagione della serie televisiva Taxi Brooklyn è stata trasmessa in Francia sul canale TF1 dal 14 aprile al 12 maggio 2014.
In Italia è stata trasmessa dal 3 novembre all'8 dicembre 2014 sul canale AXN.
| nº | Titolo originale       | Titolo italiano        | Prima TV Francia | Prima TV Italia  |
| -- | ---------------------- | ---------------------- | ---------------- | ---------------- |
| 1  | Le Prix de la course   | Un tassista a New York | 14 aprile 2014   | 3 novembre 2014  |
| 2  | L'Héritage             | L'erede ribelle        | 14 aprile 2014   | 3 novembre 2014  |
| 3  | Cherchez les femmes    | I padroni di Brooklyn  | 14 aprile 2014   | 10 novembre 2014 |
| 4  | Esprit de famille      | Merce preziosa         | 21 aprile 2014   | 10 novembre 2014 |
| 5  | Témoin gênant          | La testimone           | 21 aprile 2014   | 17 novembre 2014 |
| 6  | Mourir d'aimer         | L'amore fa male        | 21 aprile 2014   | 17 novembre 2014 |
| 7  | La Belle et le gigolo  | Vedova nera            | 28 aprile 2014   | 24 novembre 2014 |
| 8  | Brooklyn chrono        | Zombie a Brooklyn      | 28 aprile 2014   | 24 novembre 2014 |
| 9  | Ménage trouble         | Doppia identità        | 5 maggio 2014    | 1 dicembre 2014  |
| 10 | La Nuit la plus longue | Sotto attacco          | 5 maggio 2014    | 1 dicembre 2014  |
| 11 | Le Match de leur vie   | La rivelazione         | 12 maggio 2014   | 8 dicembre 2014  |
| 12 | Dernière course        | Vendetta               | 12 maggio 2014   | 8 dicembre 2014  |